# Runcinella zelandica
Runcinella zelandica is een slakkensoort uit de familie van de Runcinidae. De wetenschappelijke naam van de soort werd voor het eerst geldig gepubliceerd in 1924 door Odhner.